# Società Albaro Nervi
L'Associazione Sportiva Dilettante (A.S.D.) Albaro Nervi, meglio nota come Albaro Nervi, è una società di pallanuoto, nata il 23 ottobre 2013 dopo il fallimento della Sportiva Nervi e quindi prendendone il posto in serie A1. Attualmente esistono solo le squadre giovanili della pallavolo. 
Il punto più alto della sua storia è una partecipazione in Serie A1.  Non ha vinto nessun trofeo a livello di prima squadra, due trofei a livello giovanile del campionato PNI, mentre a livello FIN nessuno.

## Storia

### Anni Duemiladieci
La squadra viene fondata nell'estate 2013, poi ufficializzata il 23 ottobre. Viene fondata da Cesare Vio, Piero Ivaldi e Federico Bogliolo. La squadra maschile prenderà il posto del Nervi in A1 come la squadra femminile che prenderà la squadra retrocessa in serie B.
L'Albaro Nervi debutta con la partita in trasferta contro il Promogest Quartu persa 12-4 con l'allenatore Piero Ivaldi. La prima partita in casa la perde contro la Canottieri Napoli per 10-14. Finisce il girone di andata con nemmeno un punto e così anche per il girone di ritorno, infatti retrocede con un paio di giornate d'anticipo. Invece la squadra femminile ottiene la promozione in Serie A2 con l'allenatore Cesare Vio.
Debutta in Serie A2 con la partita fuori casa contro il Camogli persa 13-8 con sempre lo stesso allenatore. Il primo punto storico avviene in casa contro il Torino per 12-12. La prima vittoria storica avviene alla 5 giornata contro il Chiavari per 9-8 invece la prima fuori casa avviene contro il Brescia per 4-11. Si salva con 3 giornate d'anticipo, chiude il campionato al 8 posto con 24 punti. 
Invece la squadra femminile debutta fuori casa contro la Locatelli pareggiando 7-7 con gli allenatori Cesare Vio e Massimo De Crescenzo.La prima vittoria avviene in casa della Canottieri Milano per 6-12. Conclude il campionato al penultimo posto con 14 punti e quindi dovrà disputare i play out contro la Promogest Quartu. La prima gara si conclude 5-0 in favore della Promogest a tavolino siccome l'Albaro non aveva abbastanza giocatrici. La seconda gara viene vinta dall'Albaro e la terza viene sempre vinta dall'Albaro per 7-5 e quindi si salva.
Nel settembre 2015 la società rischia di nuovo di fallire, ma grazie agli aiuti di altre società come Andrea Doria e Crocera Stadium e alla vendita di tanti giocatori riesce ad iscriversi al campionato sia la squadra maschile che quella femminile in Serie A2. Per la stagione 2015-2016 ci saranno dei cambiamenti di allenatori. Piero Ivaldi verrà sostituito da Vittorio Dorigo siccome Piero andò al Crocera. Pure la femminile non avrà più Cesare, che ricoprirà  solo il ruolo di portiere e di presidente, e De Crescenzo che andò ad allenare il Como e vennero rimpiazzati da Pierpaolo De Salsi.
L'Albaro Nervi nel mercato estivo ha ceduto un paio di giocatori ma rimpiazzandoli con i giocatori arrivati dalle giovanili e alcuni rinforzi da altre squadre il più importante è stato quello dell'americano Loomis.
Debutta il campionato fuori casa contro il Chiavari perdendo 11-3 mentre la prima partita in casa contro il Camogli perdendo 8-5, ma con un numero di spettatori altissimo con quasi 1000 spettatori grazie alla collaborazione con l'Andrea Doria, non ce ne erano così tanti dalla partita contro la Pro Recco nel 2012 (quando era ancora Nervi). La prima vittoria del campionato avviene alla 4 giornata contro il Bergamo in casa per 9-4.
La squadra femminile esordisce il 24 gennaio 2016 nel campionato di Serie A2 giocando fuori casa contro la Locatelli perdendo 15-7. La maschile conclude il girone d andata al penultimo posto con 6 punti. Alla 5 giornata arriva il primo punto per la giovanissima squadra di De Salsi nel pareggio interno contro la Canottieri Milano per 7-7. La squadra maschile allenata da Vittorio Dorigo conclude il campionato con la sconfitta contro il Torino per 13-7 e finisce la stagione al penultimo posto con 9 punti quindi dovrà disputare i play out. La prima gara finisce 6-3 per la Promogest, la seconda vince 10-8 e la terza perde 8-4 quindi retrocede per la prima volta in Serie B. La squadra femminile retrocede con tre giornate d anticipo avendo conquistato un solo punto.
La stagione 2016/17 inizia con grandi prospettive partendo dai giovani grazie alla costruzioni di due squadre giovanili under 17 e under 20 abbastanza forti. Il presidente oltre al campionato FIN iscrive una squadra under 16 nel campionato "Pallanuoto Italia".
La prima squadra avrà un nuovo allenatore: Daniele Cassola, mentre la femminile avrà il presidente Cesare Vio. La squadra maschile esordisce in Serie B il 21 Gennaio contro la Dinamica Torino perdendo per 8-5.
La squadra femminile esordisce il 19 febbraio contro il Lerici perdendo 8-7; la prima vittoria avviene alla seconda giornata vincendo in casa 10-2 contro l'Etruria.
Il termine del campionato di Serie B vede l'Albaro in penultima posizione con soli 4 punti, dovuta alla squadra molto giovane e inesperta, e che quindi condanna gli albarini ai play out contro il Varese Olona (8ª classificata nel girone 2). La prima gara in casa dei varesini perde per 8-7; il ritorno in casa perde anche 10-7 e retrocede per la seconda volta consecutivamente.
Mentre la squadra femminile disputa un ottimo campionato arrivando seconda dietro solo al Rapallo che viene dalla Serie A1, tra l'altro l'unica sconfitta che ha ottenuto nel torneo è stata proprio con le albarine. Ma tutto questo non è abbastanza per andare ai play off dato che è necessario arrivare primi.
La stagione 2017-2018 inizia con una buona notizia grazie al ripescaggio della squadra maschile in Serie B. A causa dei problemi finanziari della società la squadra non iscrive la formazione femminile a nessun campionato. L'Albaro inizia la stagione con i presupposti di salvarsi, ma fino al girone d'andata le cose non vanno al meglio a causa dei 0 punti totalizzati e dell'ultimo posto in classifica. Il 12 maggio con la sconfitta per 7-5 con il CN Sestri e la vittoria della penultima, ormai distante 9 punti, retrocede in serie C automaticamente con ancora 2 giornate da disputare. Il 10 giugno 2018 l'Albaro conquista il primo trofeo nella sua storia, perché vincendo la finale del campionato PNI under 18 contro l'HST Varese per 6-3, conquista il titolo di campione Under 18 di Pallanuoto Italia. La guida della squadra era affidata a Cesare Vio e all’esordiente Valerio Pennisi.
Per la stagione successiva la società decide di iscrivere, a livello giovanile, nel campionato PNI le categorie under 18 e over 21. Mentre a livello FIN solamente i ragazzi under 20, i quali saranno quasi tutti gli stessi a disputare il campionato di Serie C più qualche giocatore di esperienza. L'esordio della squadra giovanissima, allenata sempre da Daniele Cassola, nella quarta categoria, avviene il 9 Febbraio 2019 in casa dell'Azzurra Nuoto Prato nella partita persa per 12-4. Il campionato si conclude all'ultimo posto con 0 punti, con una conseguente retrocessione in Promozione. 
Tuttavia per la stagione successiva la società decide solo di iscrivere una squadra giovanile nel campionato PNI, con il conseguente scioglimento della prima squadra.

## Allenatori
Di seguito l'elenco di allenatori dell'Albaro Nervi dall'anno di fondazione 
- 2013-2014:  Piero Ivaldi (maschile)
  Cesare Vio (femminile)
- 2014-2015:  Piero Ivaldi (maschile)
  Cesare Vio e  Massimo De Crescenzo (femminile)
- 2015-2016:  Vittorio Dorigo (maschile)
  Pierpaolo De Salsi (femminile)
- 2016-2017:  Daniele Cassola (maschile)
  Cesare Vio (femminile)
- 2017-2019:  Daniele Cassola

## Palmarès

### Trofei giovanili
- Campionato Pallanuoto Italia U-18 A: 2

2018 - 2019